# Limanda ferruginea
Espèce
 Limanda ferruginea est une espèce de poissons appartenant à la famille des Pleuronectidae.

## Noms communs
- Limande Jaune
- Limande à queue jaune
- Plie canadienne

## Distribution
Limanda ferruginea est une espèce présente sur la plate-forme continentale de la partie nord ouest de l'océan Atlantique. Sa répartition géographique s’étend du Sud du Labrador jusqu'au Nord de la cote Est américaine.